# Sedna pirata
Genre
Espèce
Sedna pirata, unique représentant du genre Sedna, est une espèce de solifuges de la famille des Mummuciidae.

## Distribution
Cette espèce est endémique de la région de Valparaíso au Chili,. Elle se rencontre vers Quintero.

## Description
La femelle holotype mesure 12,3 mm.

## Étymologie
Son nom d'espèce lui a été donné en référence au lieu de sa découverte, Playa Piratas.

## Publication originale
- Muma, 1971 : The Solpugids (Arachnida: Solpugida) of Chile with descriptions of a new family, new genera, and new species. American Museum Novitates, no 2476, p. 1-23 (texte intégral).